# ليندسي غيز
ليندسي غيز (بالإنجليزية: Lindsay Gaze) مواليد 16 أغسطس 1936 في أديلايد، هو لاعب كرة سلة أسترالي سابق تحول إلى التدريب بعد الاعتزال بدأ مسيرته الاحترافية في سنة 1960.. يبلغ طوله 6 قدم 0 بوصة (1.8 م). مثّل منتخب بلاده. شارك في دورة الألعاب الأولمبية الصيفية سنة 1964. اعتزل اللعب في 1968. دخل قاعة مشاهير الاتحاد الدولي لكرة السلة.

## سجل المنافسة
شارك في المنافسات التالية:
- الألعاب الأولمبية الصيفية 1980
- الألعاب الأولمبية الصيفية 1984

## روابط خارجية
- ليندسي غيز على موقع الاتحاد الدولي لكرة السلة (الإنجليزية)
- ليندسي غيز على موقع الاتحاد الدولي لكرة السلة (الإنجليزية)
- ليندسي غيز على موقع سبورتس رفرنس (الإنجليزية)
- ليندسي غيز على موقع أوليمبيديا (الإنجليزية)
- ليندسي غيز على موقع اللجنة الأولمبية الأسترالية (الإنجليزية)
- ليندسي غيز على موقع قاعة أستراليا للمشاهير الرياضية (الإنجليزية)